# Sam French
Sam French (* 1976) ist ein US-amerikanischer Filmregisseur und Drehbuchautor, der 2013 für einen Oscar nominiert wurde.

## Karriere
Sam French wuchs in Wayne auf, einer Vorstadt von Philadelphia. Er ist der Sohn des Architekten Sam French († 1994) und seiner Frau Mary. Das Paar hat noch eine jüngere Tochter. French besuchte zunächst bis 1994 die Episcopal Academy und dann das Williams College, wo er 1998 sein Studium abschloss. Danach ging er nach New York City. Er begann seine Filmkarriere 2000 als Produktionsassistent für den Film Strangers with Candy. 2002 zog er nach Los Angeles und studierte bis 2006 an der USC School of Cinematic Arts, wo er den Master of Fine Arts erlangte. Im gleichen Jahr war er als Kameraassistent bei dem Film Zombie Prom tätig. Mit Over the Line verfasste er sein erstes Drehbuch für einen Kurzfilm, bei welchem er auch die Regie übernahm. Der Film lief auf mehreren Filmfestivals und wurde auf dem Beverly Hills Film Festival ausgezeichnet. Anschließend führte French bei Werbespots und Musikvideos Regie. 
2008 ging French für fünf Jahre nach Afghanistan, da seine damalige Partnerin eine Stelle in der britischen Botschaft in Kabul angetreten hatte. Dort gründete er die Produktionsfirma Development Pictures. Zwei Jahre darauf war er neben dem afghanisch-kanadischen Dokumentarfilmer Ariel Nasr und Leslie Knott Mitbegründer des gemeinnützigen Projekts Afghan Film Project, das die einheimischen Filmmacher und Filmindustrie fördert. Im Jahr 2012 führte French gemeinsam mit Ariel Nasr bei dem Kurzfilm Buzkashi Boys Regie, der bei der Oscarverleihung 2013 in der Kategorie Bester Kurzfilm nominiert wurde. Der Film wurde in Kabul gedreht und handelt von zwei Freunden, die in Afghanistan aufwachsen und dem Nationalsport Buzkashi nachgehen. Er war die erste Produktion im Rahmen des Afghan Film Project.

## Filmografie
- 2000: Strangers with Candy (Fernsehserie, 3 Folgen)
- 2006: Over the Line
- 2006: Oblivion, Nebraska
- 2006: Zombie Prom
- 2012: Buzkashi Boys
- 2014: Afghanistan Rising (Dokumentar-Kurzfilm)
- 2016–2018: Religion of Sports (TV-Dokumentar-Serie, 2 Folgen)
- 2018: Animus (Kurzfilm)

## Auszeichnungen (Auswahl)
- 2012: Best Drama auf dem L.A. Shorts Fest (Buzkashi Boys)
- 2012: Jury Prize auf dem Raindance Film Festival  (Buzkashi Boys)
- 2012: Grand Prize, Best Cinematography auf dem Rhode Island International Film Festival (Buzkashi Boys)[5]
- 2013: Oscar-Nominierung in der Kategorie Bester Kurzfilm (Buzkashi Boys)